# 贝克海滩

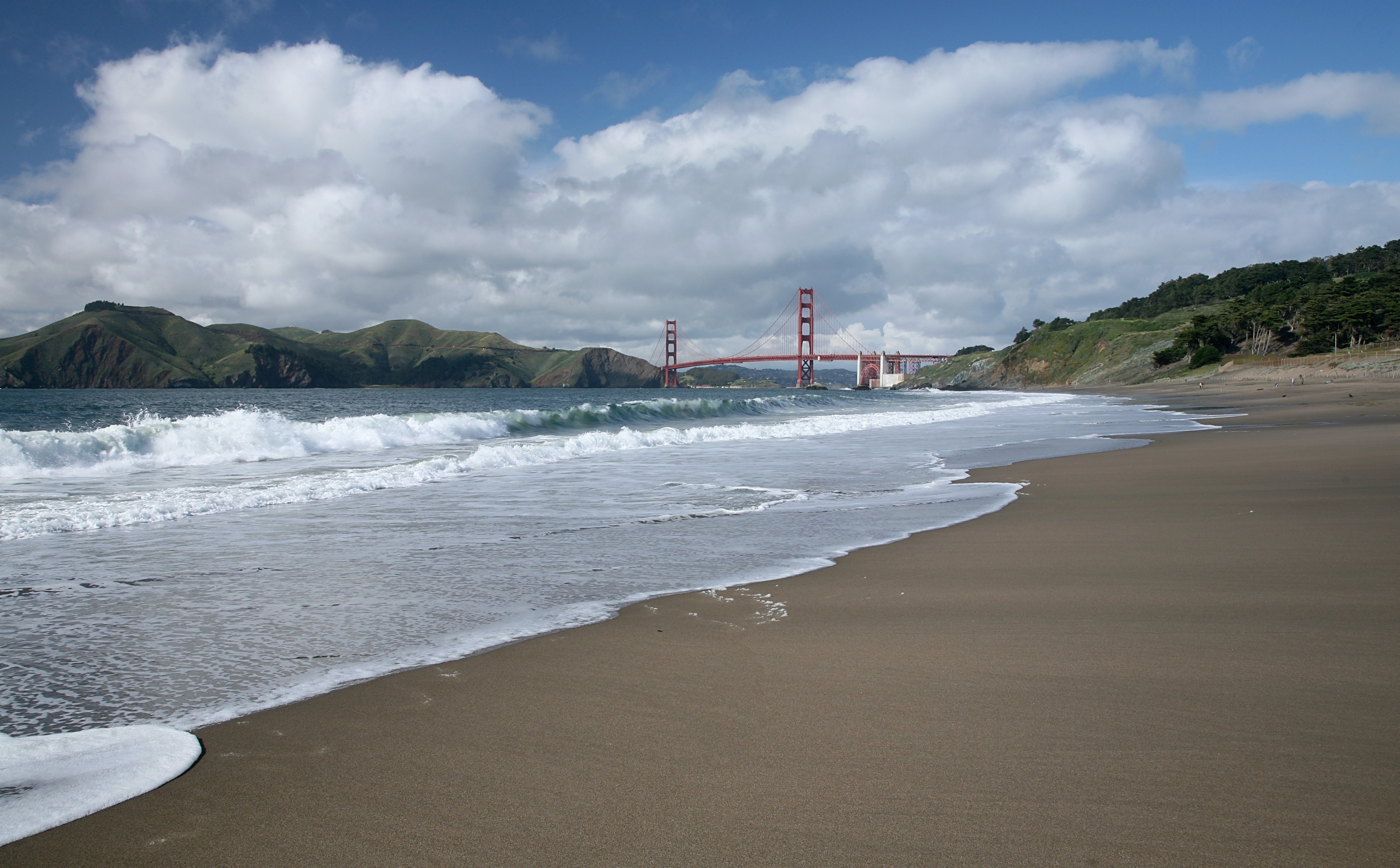
贝克海滩，背景为金门大桥

贝克海滩（Baker Beach）是美国加利福尼亚州旧金山半岛上的一个公共海滩。海滩位于太平洋的海岸线上，在城市的西北方向，长度大约半英里，起点在金门大桥。

## 历史
贝克海滩是旧金山要塞的一部分，曾经是西班牙建立在旧金山的一个军事基地。1904年安装了地阱炮（disappearing gun），直至今日依旧矗立在该处。当要塞不再是美军基地后，成为金门休闲区的一部分，由美国国家公园管理局管理。
从1986年到1990年，贝克海滩北端是在火人艺术节（Burning Man art festival）举办地址。1990年，因为沙滩上禁止任何篝火，因此公园警察允许参与者举起大型雕像，但是不能将之放在火上。之后的艺术节改到内华达州黑岩沙漠（Black Rock Desert）举行。

## 外部連結
- Presidio of San Francisco - Baker Beach (U.S. National Park Service)（页面存档备份，存于）
- Photo of the Seacliff and lower Baker Beach（页面存档备份，存于）

37°47.592′N 122°29.04′W / 37.793200°N 122.48400°W
Template:三藩市